# Maesa laevis
Maesa laevis är en viveväxtart som beskrevs av C.M. Hu och Amp;,.E. Vidal. Maesa laevis ingår i släktet Maesa och familjen viveväxter. Inga underarter finns listade i Catalogue of Life.